# Chantal Vandierendonck
Chantal Vandierendonck, née le 31 janvier 1965, est une joueuse de tennis en fauteuil roulant professionnelle néerlandaise.
Handicapée depuis 1983 à la suite d'un accident de la route, elle commence le tennis fauteuil en 1985. En 2014, elle devient la première joueuse de tennis handisport à être membre du International Tennis Hall of Fame,.
Elle a fait partie des meilleures joueuses de tennis des années 1990, sacrée Championne du monde ITF en 1991, 1996 et 1997, finaliste du Masters en 1994 et vainqueur en 1997. Elle s'est classée à la première place en simple pendant 136 semaines.
Elle s'est principalement illustrée lors des Jeux paralympiques, en décrochant deux médailles d'or en double dames au côté de Monique Van Den Bosch en 1992 et 1996. En simple, elle comptabilise trois médailles : l'or en démonstration en 1988, l'argent en 1992 et le bronze en 1996.

## Palmarès

### Jeux paralympiques
- médaillée d'or en double dames en 1992 et 1996 avec Van Den Bosch
- médaillée d'argent en simple en 1992
- médaillé de bronze en simple en 1996

### Victoires dans les tournois majeurs
- French Open :
  - en simple en 1994
- US Open :
  - en simple en 1992, 1993
  - en double dames en 1996, 1997
- British Open :
  - en simple en 1997
  - en double dames en 1996
- Swiss Open :
  - en simple en 1991, 1994, 1997
  - en double dames en 1995, 1997